# Мартін Вальзер
Мартін Йоганес Вальзер (нім. Martin Johannes Walser, 24 березня 1927, Вассербург, Баварія, Німеччина — 26 липня 2023) — німецький письменник і драматург, один із найпримітніших представників післявоєнної німецької літератури.

## Життя та творчість
У 17 років Вальзер, за відомостями берлінського державного архіву, вступив до НСДАП, після чого був мобілізований і відправлений на фронт. Після публікації документів архіву Вальзер заявив, що ніколи не подавав заяву на вступ до партії.
Після закінчення Другої світової війни він вивчає філософію, історію та літературу. У 1951 році Вальзер захищає дисертацію на тему «Опис форми. Есе про епічну творчість Франца Кафки» («Beschreibung einer Form. Versuch über die epische Dichtung Franz Kafkas») і отримує ступінь доктора філософії. Після цього працює радіо- і телережисером у Штутгарті, поки в 1957 році не вибрав для себе професію письменника і не оселився на Бодензеє в Юберлінгені.
У своїх численних оповіданнях, драмах, радіоп'єсах, романах і есе М. Вальзер зображує складний і мінливий портрет західнонімецького суспільства. У центрі його творів — як правило «антигерой», схильний до сумнівів у правильності своїх учинків.

## Твори
До найважливіших творів письменника належать оповідання:
- Ein Flugzeug über dem Haus (1957) («Літак над будинком»)
- Lügengeschichten (1964) («Брехливі історії»)
- Aus dem Wortschatz unserer Kampf (1971) («Із словника нашої боротьби»)
- Ein fliehendes Pferd (1978) («Кінь, що біжить»)

романи:
- Ehen in Philippsburg (1957) (Сімейне життя в Філіппсбурзі)
- Halbzeit (1960)
- Das Einhorn (1966) (Єдиноріг)
- Die Gallistlsche Krankeit (1972) (Галльська хвороба)
- Jenseits der Liebe (1976) (По той бік любові)
- Seelenarbeit (1979) (Душевна робота)
- Dorle und Wolf (1987)

п'єси:
- Eiche una Angora (1962) (Дуб і Ангора)
- Überlebensgroß Herr Krott (1963)
- Der schwarze Schwan (1964) (Чорний лебідь)
- Die Zimmerschlacht (1967) (Кімнатний бій)
- Ein Kinderspiel (1970) (Дитяча гра)

радіоп'єси:
- Die Dummen (Дурні)
- Draußen (Ззовні)
- Kantanen auf der Kellertreppen (Кантати на сходах до підвалу)

## Нагороди (обрані)
- медаль «За заслуги» Баден-Вюртемберга (1980)
- премія Георга Бюхнера (1981)
- Великий хрест ордена «За заслуги перед ФРН» (1987)
- Велика літературна премія Баварської академії образотворчого мистецтва (1990)
- премія Рікарди Хух (1990)
- Орден «Pour le Mérite» (Пруссія) (1992)
- почесний доктор Технічного університету Дрездена (1994)
- почесний доктор університету в Гільдесгаймі (1995)
- Премія миру німецьких книготорговців (1998)
- почесний доктор Католицького університету Брюсселя (1998)
- лауреат Алеманнської літературної премії (2002)